# Rio Tauini
Rio Tauini är ett vattendrag i Brasilien.   Det ligger i delstaten Pará, i den norra delen av landet, 2 100 km nordväst om huvudstaden Brasília.
I omgivningarna runt Rio Tauini växer i huvudsak städsegrön lövskog. Trakten runt Rio Tauini är nära nog obefolkad, med mindre än två invånare per kvadratkilometer.